# Hosszúpályi
Hosszúpályi ist eine ungarische Großgemeinde im Kreis Derecske im Hajdú-Bihar.

## Geografie
Durch das Gemeindegebiet fließt der Kék-Kálló. Hosszúpályi grenzt an folgende Gemeinden:
|            | Debrecen                                    |               |
| Hajdúbagos | Kompassrose, die auf Nachbargemeinden zeigt | Monostorpályi |
| Konyár     | Esztár                                      | Pocsaj        |

## Geschichte
Erste schriftliche Erwähnung 1219 im Váradi Regestrum (lateinisch: Regestrum Varadiense), Varadinum und Várad sind ältere Namen von Oradea. 

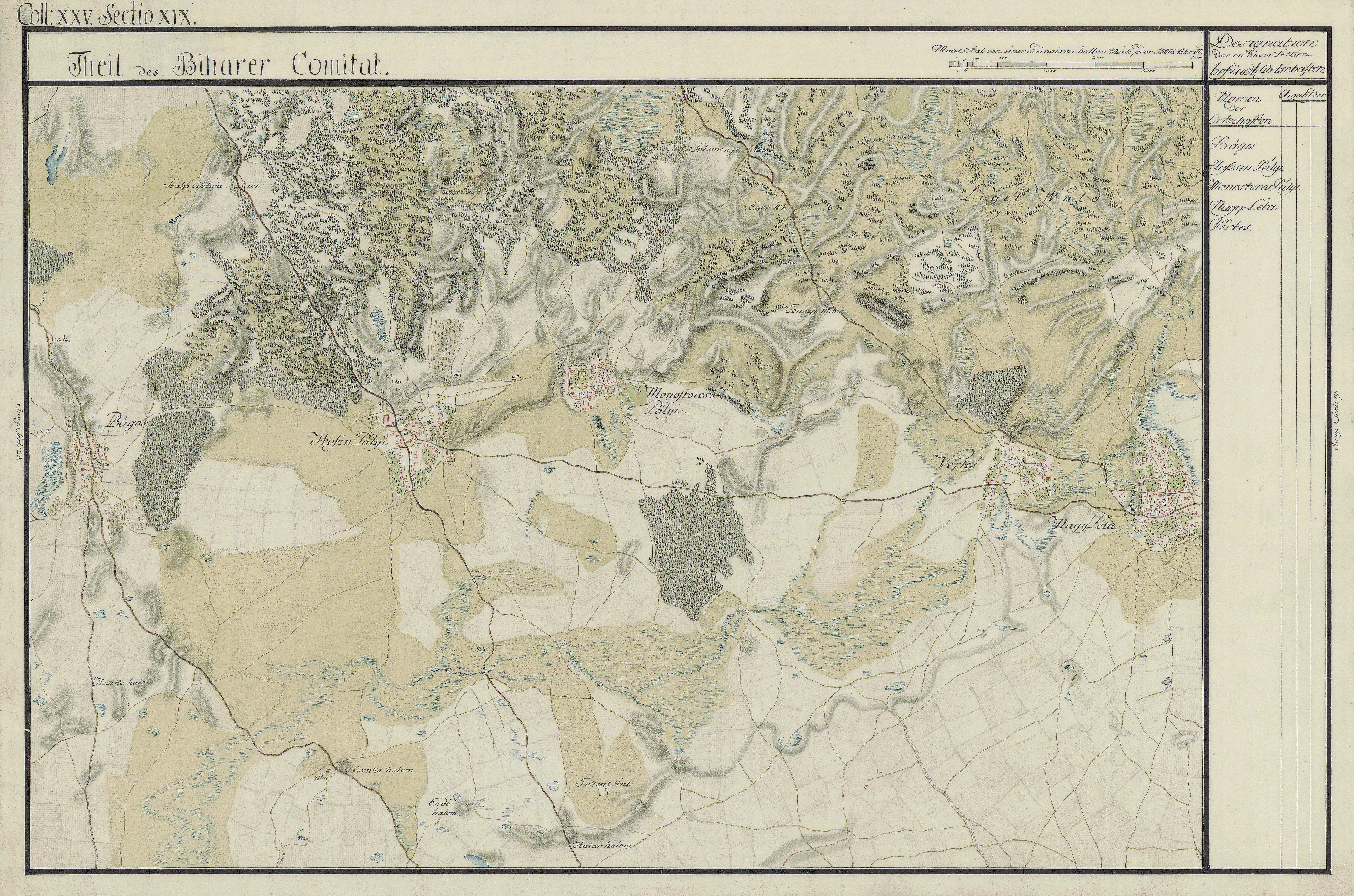
Hoszu Pályi (Mitte) um 1782 (Aufnahmeblatt der Josephinischen Landesaufnahme)
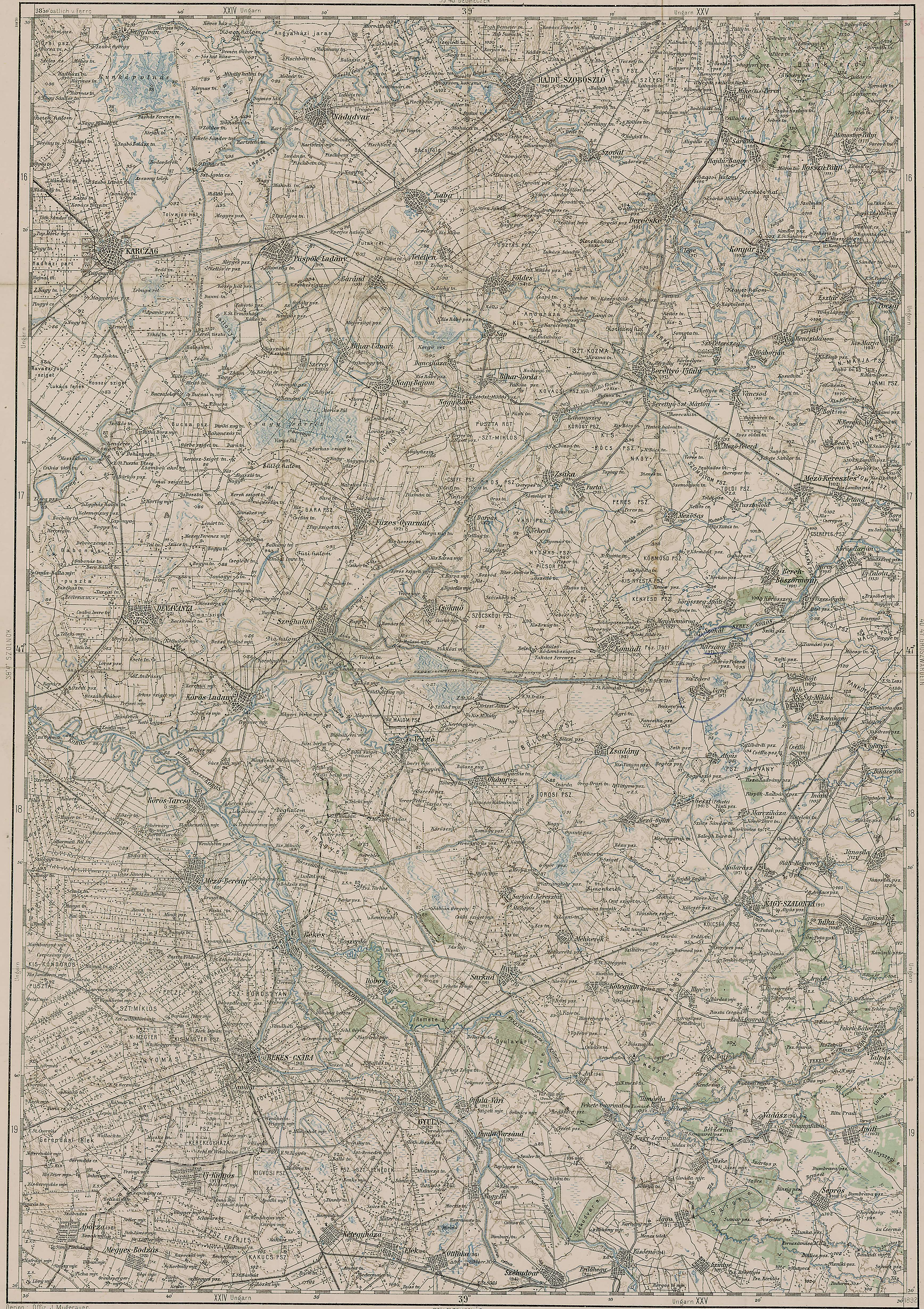
Pocsaj (N 47° 24'; O 39° 24') um 1892 (Aufnahmeblatt der Franzisco-Josephinischen Landesaufnahme)

## Wirtschaft und Verkehr
Der Ort ist an die Bahnstrecke Debrecen–Létavértes angeschlossen, deren Betrieb allerdings am 13. Dezember 2009 eingestellt wurde.

## Persönlichkeiten
- György Marosán (1908–1992), ungarischer Politiker